# Cumània
Cumània (cumà: Deixt-i-Kiptxak) fou una confederació de pobles turquesos establerta a la part occidental de l'estepa eurasiàtica, a cavall entre Europa i Àsia, durant l'edat mitjana. Els seus límits exactes són objecte de debat i variaren amb el temps. La seva extensió màxima fou des dels Carpats a l'oest fins al riu Irtix a l'est. El clima i les condicions del sòl feien la regió apta per al pastoralisme nòmada. El seu nom es troba a l'origen dels noms de la Diòcesi de Cumània (a l'actual Romania) i Kunság (Hongria).